# Hôtel départemental des arts du Var
 (août 2020).
Si vous disposez d'ouvrages ou d'articles de référence ou si vous connaissez des sites web de qualité traitant du thème abordé ici, merci de compléter l'article en donnant les références utiles à sa vérifiabilité et en les liant à la section « Notes et références ».
L'hôtel des Arts est devenu métropolitain au 1er janvier 2020. Ce centre d'art a été transféré à la Métropole TPM conformément à la loi NOTRe et au titre de la compétence  « Tourisme, culture et sport ». Le choix de ces transferts s’est opéré dans un souci de cohérence avec les compétences déjà exercées par TPM et la volonté commune de préserver le cœur des missions du Département en matière d’action sociale.

## Historique
Le bâtiment a été construit au début du XXe siècle. Il était l'ancien siège de la sous-préfecture avant de devenir l'Hôtel de la Présidence du Conseil général du Var.

## Présentation
Situé au cœur de la ville de Toulon et construit au début du XXe siècle, cet ancien siège de la sous-préfecture, devenu l'Hôtel de la Présidence du Conseil général du Var, accueille aujourd'hui un Centre d’art, l'Hôtel des Arts, en souvenir de son ancienne appellation.
Le bâtiment offre, depuis 1999, des espaces de découverte de l’art contemporain dans lesquels se succèdent des expositions d’artistes de renom national et international. Son rayonnement dans le domaine des arts visuels en fait ainsi un acteur incontournable en matière culturelle.
Au 1er janvier 2020, l'Hôtel des Arts rejoint les autres pôles culturels métropolitains, que sont l’Opéra de Toulon, le Pôle, la villa Noailles Centre d'art, la villa Tamaris Centre d'art, la Scène Nationale Châteauvallon - le Liberté, le Conservatoire TPM et l’École Supérieure d’Art et de Design TPM .
Afin de poursuivre son engagement dans l’attractivité du territoire, la Métropole fait le choix d’ouvrir la programmation artistique du Centre d’art au domaine du design, en écho aux initiatives déjà implantées en la matière comme le Festival Design Parade ou encore la constitution d’un véritable campus d’enseignement supérieur d'art avec l’Ecole d’Art et de Design TPM et l’installation de l’École Camondo Méditerranée dans le nouveau quartier de la créativité et de la Connaissance Chalucet, à quelques encablures de l’équipement.